# Vicques, Jura
Vicques är en ort i kommunen Val Terbi i kantonen Jura i Schweiz. Den är kommunens huvudort och ligger cirka 5 kilometer sydost om Delémont. Orten har 1 894 invånare (2021).
Orten var före den 1 januari 2013 en egen kommun, men slogs då samman med kommunerna Montsevelier och Vermes till den nya kommunen Val Terbi.